# Murilo Endres
Murilo Endres (Passo Fundo, Brasil, 3 de mayo de 1981) es un jugador profesional de voleibol brasileño que juega como receptor/atacante en el SESI São Paulo y en la Selección brasileña.
Es el hermano menor del también jugador de voleibol Gustavo y marido de la voleibolista Jaqueline Carvalho.

## Trayectoria

### Clubes
Murilo empieza a jugar al voleibol en el EC Banespa, igual que su hermano mayor Gustavo y en cinco temporadas consigue ganar dos campeonatos paulista consecutivos en 2000 y 2001. En la temporada 2003/2004 ficha por el EC União Suzano y tras dos años sin títulos, en verano 2005, se marcha a Italia en el  Callipo Vibo Valentia donde se queda tan solo por una temporada. El año siguiente ficha por tres temporadas por el Pallavolo Modena y en 2007/2008 gana su primer y único título en Europa, la Challenge Cup tras derrotar a los rusos del Lokomotiv Izumrud.
En verano 2009 vuelve a Brasil siendo contratado por el SESI São Paulo uno de los equipos más poderosos del país. Gana cuatro veces el campeonato paulista (3 de forma seguidas entre 2011 y 2013), el campeonato de Brasil de 2010/2011 (además pierde la final de los playoff en las temporadas 2013/2014 y 2014/2015, en ambas ocasiones ante el Sada Cruzeiro) y el campeonato sudamericanos de clubes de 2011 tras imponerse por 3-1 a los argentinos del UPCN Vóley, siendo también nombrado MVP de la competición. 

### Selección
Internacional con la Selección brasileña, participa en dos ediciones de los Juegos Olímpicos, las de  Pekín 2008  y de  Londres 2012 (MVP del torneo) y en ambas ocasiones llega hasta la final sin lograr ganar el título y llevándose las medalla de platas. Sin embargo ha conseguido ganar dos mundial consecutivos (2006 y 2010), cuatro campeonatos sudamericanos y seis Ligas Mundiales.

## Palmarés
- Campeonato paulista (6): 2000, 2001, 2009, 2011, 2012, 2013
- Campeonato de Brasil (1):  2010/2011
- Challenge Cup (1): 2007/2008
- Campeonato sudamericanos de clubes (1): 2011